# Hà Bình (tướng)
Hà Bình (sinh tháng 11 năm 1957) là Thượng tướng Quân Giải phóng Nhân dân Trung Quốc (PLA). Ông là Ủy viên Ban Chấp hành Trung ương Đảng Cộng sản Trung Quốc khóa XIX, từng là Chính ủy Chiến khu Đông bộ.

## Tiểu sử
Hà Bình sinh tháng 11 năm 1957, người Nam Sung, tỉnh Tứ Xuyên. Ông từng giữ chức Trưởng Ban Bảo vệ, Cục Chính trị Quân khu Thành Đô và Chính ủy Sư đoàn thuộc Tập đoàn quân 14 Lục quân, Quân khu Thành Đô.
Năm 2008, ông được bổ nhiệm làm Chủ nhiệm Chính trị Tập đoàn quân 14 Lục quân. Năm 2011, ông được bổ nhiệm giữ chức Phó Chính ủy Tập đoàn quân 14 Lục quân. Năm 2013, ông được bổ nhiệm làm Phó Chủ nhiệm Chính trị Quân khu Thành Đô, Chính ủy Ban Liên cần (tiền thân là Hậu cần) Quân khu Thành Đô. Tháng 7 năm 2014, ông được bổ nhiệm giữ chức Chính ủy Ban Tình báo, Bộ Tổng Tham mưu PLA.
Năm 2016, Chủ tịch Quân ủy Trung ương Tập Cận Bình tuyên bố giải thể 7 Quân khu là Bắc Kinh, Thẩm Dương, Tế Nam, Nam Kinh, Quảng Châu, Lan Châu và Thành Đô để thành lập 5 Chiến khu là Chiến khu Đông, Chiến khu Bắc, Chiến khu Nam, Chiến khu Tây và Chiến khu Trung ương. Hà Bình được bổ nhiệm giữ chức Phó Chính ủy Chiến khu Tây bộ kiêm Chủ nhiệm Bộ Công tác Chính trị Chiến khu Tây bộ.
Tháng 9 năm 2017, Hà Bình được bổ nhiệm làm Chính ủy Chiến khu Đông bộ, thay cho Trịnh Vệ Bình. Ngày 24 tháng 10 năm 2017, tại phiên bế mạc của Đại hội Đảng Cộng sản Trung Quốc lần thứ XIX, ông được bầu làm Ủy viên Ban Chấp hành Trung ương Đảng Cộng sản Trung Quốc khóa XIX.
Ngày 12/12/2019, ông được phong hàm Thượng tướng.

## Lịch sử thụ phong quân hàm
| Quân hàm |             |             |              |  |  |  |  |  |  |  |
| Cấp bậc  | Thiếu tướng | Trung tướng | Thượng tướng |  |  |  |  |  |  |  |
|          |             |             |              |  |  |  |  |  |  |  |